# Marco Borriello
Marco Borriello (18 tháng 6 năm 1982 tại Napoli, Ý) là cầu thủ bóng đá người Ý, hiện anh đang là tiền đạo của câu lạc bộ Cagliari Calcio. Anh cũng từng chơi cho nhiều câu lạc bộ ở Ý như là AC Milan, Sampdoria, Treviso, Reggina, Empoli, Triestina và AS Roma.
Thực ra anh chính thức ký hợp đồng với câu lạc bộ AC Milan từ 2002-2008, tuy nhiên do phong độ không ổn định nên anh bị cho nhiều câu lạc bộ mượn. Vào tháng 1-2007 anh được bán luôn cho câu lạc bộ Genoa với giá chuyển nhượng là 1.3 triệu Euro. Sau 1 mùa bóng chơi rất thành công ở Genoa, anh ghi được 21 bàn thắng anh lại được mua về AC Milan với giá khá cao 10 triệu Euro vào cuối mùa bóng 2008.
Do phong độ cao trong mùa bóng 07/08 nên anh được huấn luyện viên Donadoni triệu tập vào đội tuyển Ý chuẩn bị chiến tranh cúp châu Âu tại Áo và Thụy Sĩ trong tháng 6-2008.
Mùa bóng 2010/11,AC Milan có những bổ sung về nhân sự và đã đem về San Siro những cái tên như Ibrahimovic,Robinho và Boateng.Sự xuất hiện của chân sút người Thuỵ Điển Ibrahimovic đả khiến Borriello bị đẩy sang AS Roma.Trong trận đấu giữa AS Roma và AC Milan,Boriello đã ghi bàn vào lưới đội bóng cũ và bàn thắng đó cũng là bàn thắng duy nhất trong trận đấu này.